# Le Noirmont
Le Noirmont é uma comuna da Suíça, situada no distrito de Franches-Montagnes, no cantão de Jura. Tem 20,39 km² de área e sua população em 2018 foi estimada em 1.847 habitantes.